# Fuji (1896)
Le Fuji (富士) est un cuirassé de la Marine impériale japonaise de classe Fuji. Construit par le chantier Thames Ironworks and Shipbuilding Company à la fin des années 1890, il est lancé en 1896. Il participe à la guerre russo-japonaise entre 1904 et 1905 et notamment à la bataille de Port-Arthur avec son sistership Yashima (en). Le Fuji combat également dans les batailles de la mer Jaune et Tsushima où il est légèrement endommagé. Le navire est reclassé comme navire de défense côtière en 1910 et sert comme navire d'entraînement jusqu’à la fin de sa carrière. Il est rayé des listes en 1922 et mis à la ferraille en 1948.